# 424 a. C.
El año 424 a. C. fue un año del calendario romano prejuliano. En el Imperio romano se conocía como el Año del Tribunado de Craso, Fidenas, Rutilo y Yulo (o menos frecuentemente, año 330 Ab urbe condita).

## Acontecimientos
- 21 de marzo: eclipse solar observado en Atenas.[1]
- El estratego Nicias toma la isla espartana de Citera.
- El ateniense Cleón toma Nisea, puerto de Megáride.
- Los espartanos, bajo la dirección del general Brásidas, logra expulsar a los atenienses de Nisea, para posteriormente cruzar Tesalia y Macedonia y llegar hasta la Calcídica.
- Las ciudades calcídicas de Acanto y Estagira hacen defección de Atenas.
- Los atenienses invaden Beocia y son derrotados por los tebanos en Delio (santuario de Apolo). Sócrates sobrevive a la masacre de las tropas atenienses.
- Jerjes II, hijo del sátrapa de Hircania, Oco, rey de Persia.
- Se publica Los caballeros, obra satírica de Aristófanes.
- Acaba la batalla de Delio.

## Nacimientos
- Nace el príncipe aqueménida, Ciro el Joven.

## Fallecimientos
- Artajerjes I, rey de Persia
- Heródoto (o 425 a. C.).
- Hipócrates, estratega ateniense.
- Sitalces, rey de los tracios odrisios, es asesinado por los tracios tribalos.

## Artes y literatura
- Exilio del historiador Tucídides.
- Los caballeros, de Aristófanes.